# Der Übergang (Film)
Der Übergang ist ein deutscher Spielfilm aus dem DEFA-Studio für Spielfilme von Orlando Lübbert aus dem Jahr 1978.

## Handlung
Im Dezember 1973, wenige Wochen nach dem Putsch der faschistischen Junta in Chile, befindet sich Carlos Zuniga, ein Arbeiter aus einer Textilfabrik, auf der Flucht über die Anden nach Argentinien. In der Dunkelheit sucht er eine Unterkunft auf einem Bauernhof und wird aufgenommen. In der Nacht kommen chilenische Militärangehörige in das Haus, die einen auf der Flucht befindlichen Abgeordneten suchen. Dabei entdecken sie auch Carlos, der sich als reisender Händler ausgibt, was ihm die Soldaten nicht glauben, da er Schwielen an den Händen hat. Doch dann finden die Soldaten Waffen in der Wohnung, deshalb wird Carlos uninteressant und weggejagt. Während des Wegrennens hört er Schüsse, was darauf schließen lässt, dass der Bauer erschossen wird.
Am nächsten Tag trifft Carlos in den Bergen auf den Beamten Lorenzo Guttierez und den Studenten Juan Toro, der den Auftrag hat, Lorenzo über die Grenze zu bringen. Die neue Zweckgemeinschaft muss sich erst zusammen finden und macht deshalb einen genau detaillierten Plan über das weitere Vorgehen, was nicht ohne Streit abläuft. Bereits wieder auf ihrem beschwerlichen Weg erleben sie, wie ein Viehzüchter von chilenischen Polizisten erschossen wird. Kurz darauf suchen sie Unterschlupf bei einer Bäuerin, da Juans Wunden, die ihm während der Folter im Gefängnis der Junta beigebracht wurden, aufgebrochen sind. In der hochschwangeren Bäuerin Rosa erkennen sie die Frau des ermordeten Viehzüchters, der sie aber nichts vom Tod ihres Mannes verraten. Sie bleiben jedoch so lange, bis sie ihr Kind zur Welt bringt und erledigen in dieser Zeit auch viele der anfallenden Arbeiten auf dem Hof. Bei der Verabschiedung übergeben sie Rosa einen Brief, in der sie berichten, was mit ihrem Mann geschehen ist, außerdem haben sie noch ihr Geld zusammengelegt, was sie in einem weiteren Umschlag überreichen.
Als sie endlich die Grenze passiert haben, werden sie von argentinischen Polizisten festgenommen und in einer Polizeistation eingesperrt. Bis zur Entscheidung über ihren Asylantrag werden sie fair behandelt, jedoch wird dieser abgelehnt. Als Juan mitbekommt, dass die Gruppe wieder nach Chile ausgeliefert werden soll, flieht er, aber der ihn verfolgende Polizist lässt ihn laufen. Die beiden anderen werden auf Pferden bis zur Grenze gebracht und dort an zwei chilenische Polizisten übergeben, die sie sofort mit Handschellen fesseln. Am Abend werden Carlos und Lorenzo von den beiden Polizisten, welche die gleichen sind, die auch Rosas Mann umbrachten, grundlos brutal verprügelt.
Am nächsten Morgen sieht einer der Polizisten Juan im Tal laufen und reitet hinterher. Er erwischt und erschießt ihn. Diese Gelegenheit nutzt Carlos, der bereits wieder auf dem Pferd sitzt, um den neben ihm stehenden zweiten Polizisten mit seiner verschlossenen Handschelle zu erwürgen. Mit dessen Maschinengewehr gelingt es Carlos und Lorenzo, den zurückkehrenden Polizisten zu erschießen.

## Produktion
Der Übergang wurde von der Künstlerischen Arbeitsgruppe „Berlin“, mit Unterstützung des Kinocentar Sofia, auf ORWO-Color gedreht und hatte seine Uraufführung am 10. September 1978 im Berliner Kino International. Im Fernsehen der DDR wurde der Film das erste Mal am 18. November 1980 im 1. Programm gezeigt.
Die Dramaturgie lag in den Händen von Tamara Trampe, das Szenarium kam von Orlando Lübbert, der beim Drehbuch von Wolfgang Kohlhaase beraten wurde. Die Musik wurde von der Gruppe Karaxu eingespielt.

## Synchronisation
| Rolle             | Darsteller     | Synchronsprecher |
| ----------------- | -------------- | ---------------- |
| Rosa              | Adelaida Arias | Jutta Wachowiak  |
| Juan Toro         | Oscar Castro   | Henry Hübchen    |
| Carlos Zuniga     | Hugo Medina    | Eberhard Mellies |
| Lorenzo Gutierrez | Anibal Reyna   | Kurt Böwe        |

## Auszeichnungen
- 1978: Der Übergang erhielt das staatliche Prädikat: Wertvoll

## Kritik
Horst Knietzsch schrieb im Neues Deutschland:

„Der Übergang ist ein poetisches Gleichnis über das Verhalten von Menschen in außergewöhnlichen Situationen, über die politischen und moralischen Probleme, die eine Niederlage im Klassenkampf mit sich bringt, über das, was danach, mit dem Blick auf die Zukunft, zu erfolgen hat.“

Günter Sobe meinte in der Berliner Zeitung:

„Die ungewisse Weite einer Landschaft mit der den Horizont zersägenden Kette von Bergen, fern und nah zugleich, Ziel und Unerreichbares in einem, charakterisiert die Gesamtstimmung. Bestechend sind die Bescheidenheit, die den Anspruch des Films charakterisiert, seine Stilreinheit und die psychologische Genauigkeit, mit der der Regisseur menschliche Reaktionen in zugespitzter und sich zuspitzender Situation auszulegen weiß. Er kommt ohne allen Schwulst, ohne fragwürdige Schwüre, ohne jedes Pathos aus. Das bestimmt auch das Schauspiel. Dieser Regisseur macht sich nichts vor und redet sich nichts ein. Und so verfährt er auch mit seinem Publikum.“

Für das Lexikon des internationalen Films war es ein thematisch wichtiger, inszenatorisch überzeugender Film eines jungen chilenischen Regisseurs im Exil."